# Aphantophryne
Aphantophryne és un gènere de granotes de la família Microhylidae que és endèmic de Papua Nova Guinea.

## Taxonomia
- Aphantophryne minuta (Zweifel & Parker, 1989)
- Aphantophryne pansa (Fry, 1917)
- Aphantophryne sabini (Zweifel & Parker, 1989)